# Medgyesbodzás
Medgyesbodzás es un pueblo ubicado en el distrito de Mezőkovácsháza, condado de Békés, Hungría.

## Superficie
Posee una superficie de 31,67 kilómetros cuadrados.

## Demografía
Hasta 2022 la población era de 854 habitantes, con una densidad de población de 26,97 habitantes por kilómetro cuadrado.